# Алунит
Алунит (на френски: alunite) е минерал с формула KAI(SO4)2(OH)6, съдържащ 36,92% двуалуминиев триоксид. Компонент е на алуминиевите руди. Цветът му е бял, сив до розов. Във вулканичните скали е хидротермален. 
Находища има в Италия, Русия, Азербайджан, Украйна, САЩ, Китай, Австралия, Иран, Мексико. В България се намира в Средна гора. 